# Hernando Groot Liévano
Hernando Groot Liévano (Bogotá, 25 de julio de 1917 - Ibidem, 12 de octubre de 2016) fue un científico, médico cirujano, gerente, salubrista y educador colombiano.
Groot destacó en varios campos de la medicina gracias a su fortuna y su longeva vida. Como científico contribuyó al estudio de la fiebre amarilla, el dengue y la encefalitis viral, todas enfermedades causadas en ambientes tropicales propios de países como el suyo.
Como educador fue catedrático de parasitología y medicina tropical en la Universidad Javeriana; como investigador fue defensor de la ética médica en su país y participó de varios foros, seminarios y círculos académicos (como la Academia Colombiana de Medicina de la que fue presidente), y fue galardonado varias veces por sus descubrimeintos y sus actividades médicas.
Su rico legado lo convierte en uno de los científicos más importantes de Colombia.